# Elefterios Petrunias
Elefterios (Lefteris) Petrunias, gr. Ελευθέριος (Λευτέρης) Πετρούνιας (ur. 30 listopada 1990 w Atenach) – grecki gimnastyk specjalizujący się w ćwiczeniach na kółkach, mistrz olimpijski z Rio de Janeiro (2016), trzykrotny mistrz świata.

## Życiorys

### Wczesne życie
Ukończył komunikację i marketing na Uniwersytecie Ekonomicznym w Atenach. Bierze udział w kampaniach przeciwdziałania nękaniu, ponieważ sam był zastraszany ze względu na swój niski wzrost, gdy był dzieckiem.

### Igrzyska olimpijskie
Przed igrzyskami olimpijskimi w 2016 roku wziął udział w sztafecie ze zniczem olimpijskim. Na samych zawodach wystąpił w ćwiczeniach na kółkach na igrzyskach w Rio. W eliminacjach zajął 2. miejsce z wynikiem 15,833, zaś w finale zdobył 16,000 punktów, co dało mu złoty medal olimpijski. Na igrzyskach w Tokio i Paryżu w ćwiczeniach na kółkach zdobył brązowe medale.